# 轀輬車

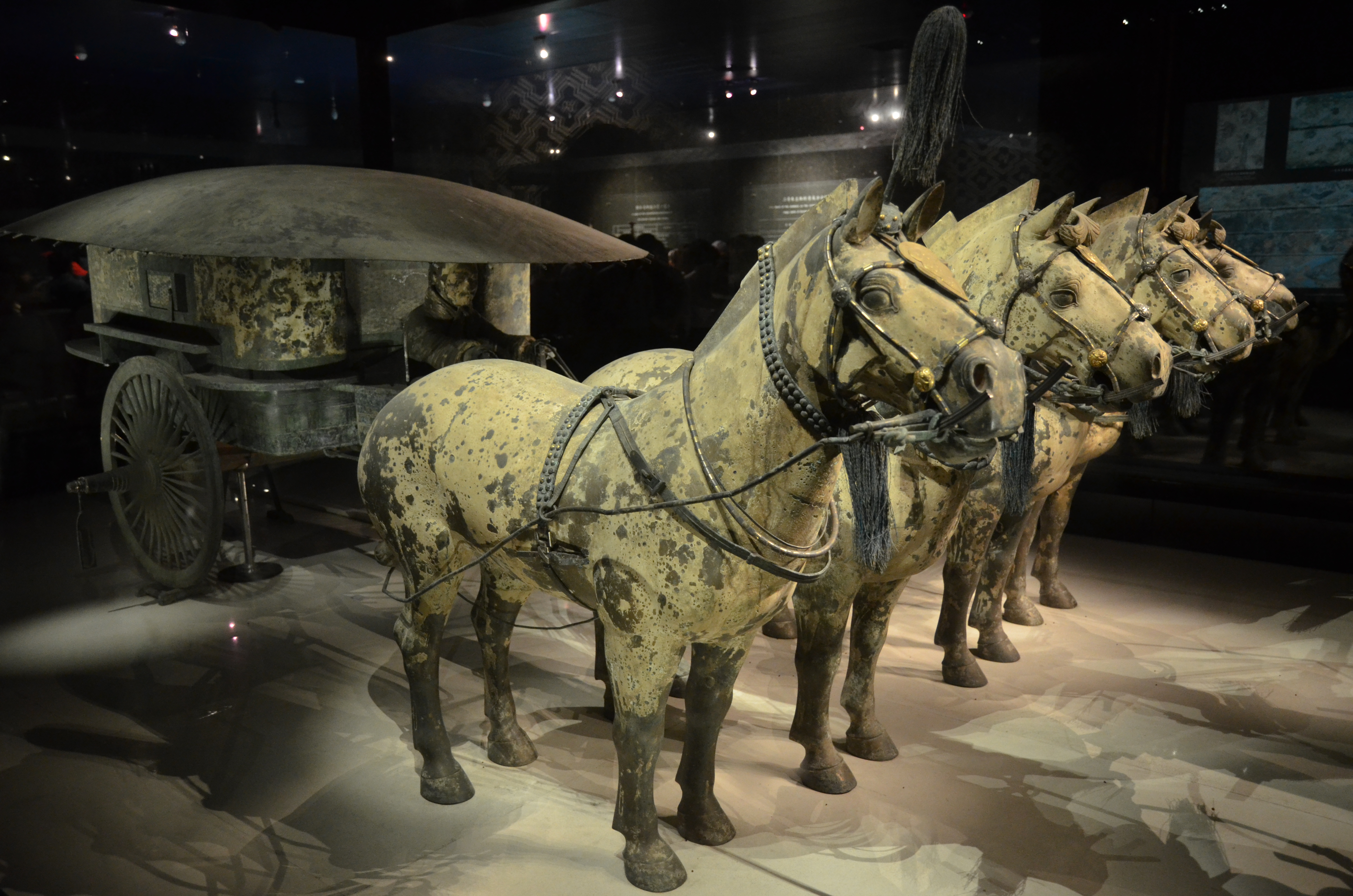
秦朝轀輬車模型

轀輬車中國古代春秋戰國至秦漢王公貴族出行時的兩輪馬車，所謂「轀輬」是恆溫的意思，因為車上有可開閉的窗戶，當炎熱時把窗打開讓涼風吹入車廂，而當寒冷時把窗關閉以保持車內保溫，這樣的車窗有三個，在車廂左右兩側和車廂前方，兩側車輪上方還有凸出來的車耳，作用是作為擋泥板，阻擋車輪濺起的泥土以免會打到車窗，內裡有床而地板舖上軟墊，車廂上方有車頂而可遮陽擋雨。
轀輬車是用四匹馬拉動，如果是皇帝乘坐的話會是用六匹馬拉動也就是所謂「天子六駕」，相傳秦始皇出行時也是乘坐轀輬車，原本也是用六匹馬拉動但秦始皇怕被暗殺而把他自己乘坐的轀輬車也用四匹馬拉動，這令由張良請來要用投錘投向秦始皇乘坐那輛轀輬車的大力士投錯車，這也成了成語「誤中副車」的由來，但後來秦始皇仍然病死在那輛轀輬車中，其屍體由轀輬車運回首都咸陽，故後來轀輬車也作為靈車使用。

## 現存物
- 在秦始皇陵2號銅車馬坑找到一具由青銅製造的轀輬車模型，其比例是1/2

## 相關相片

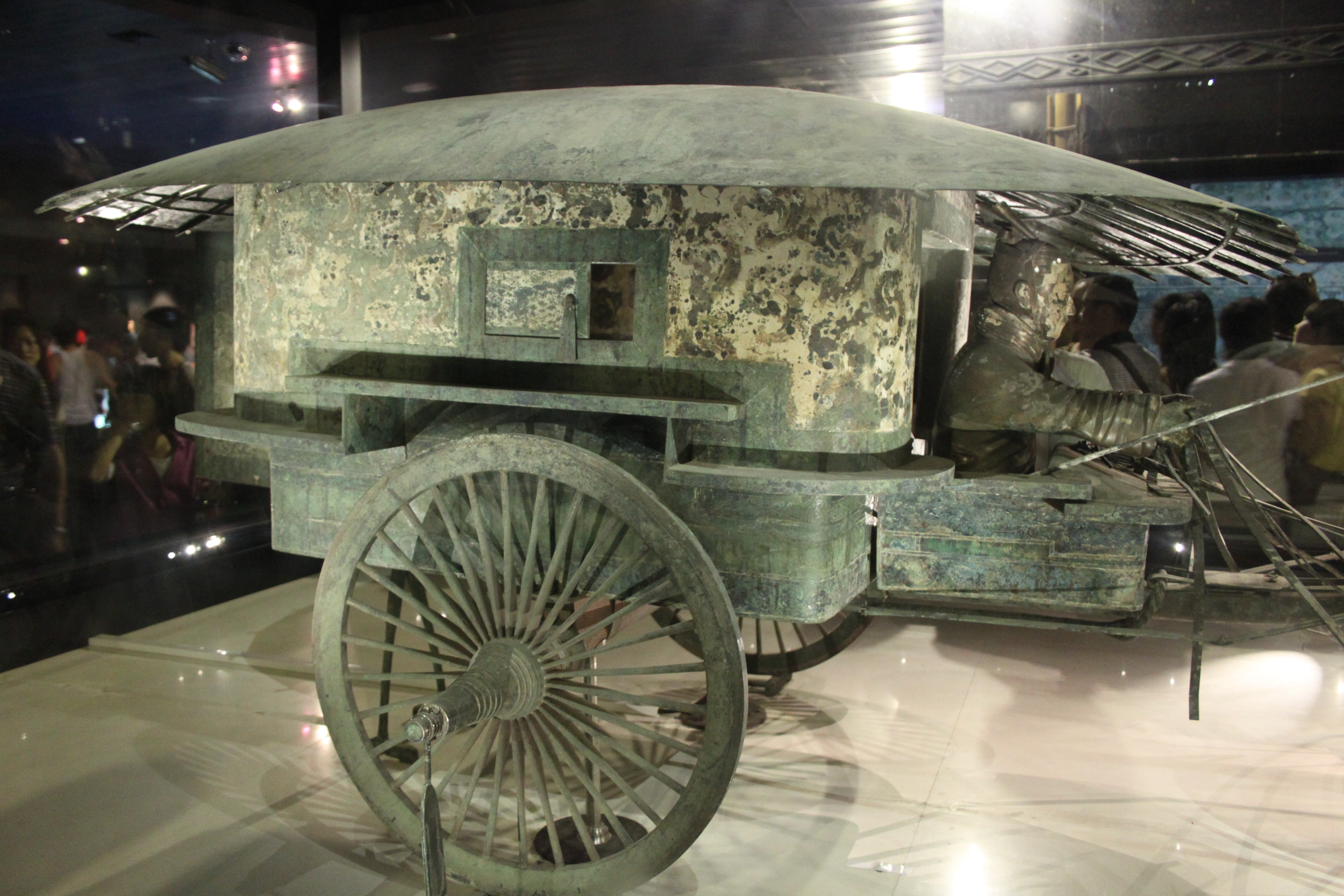
轀輬車車廂
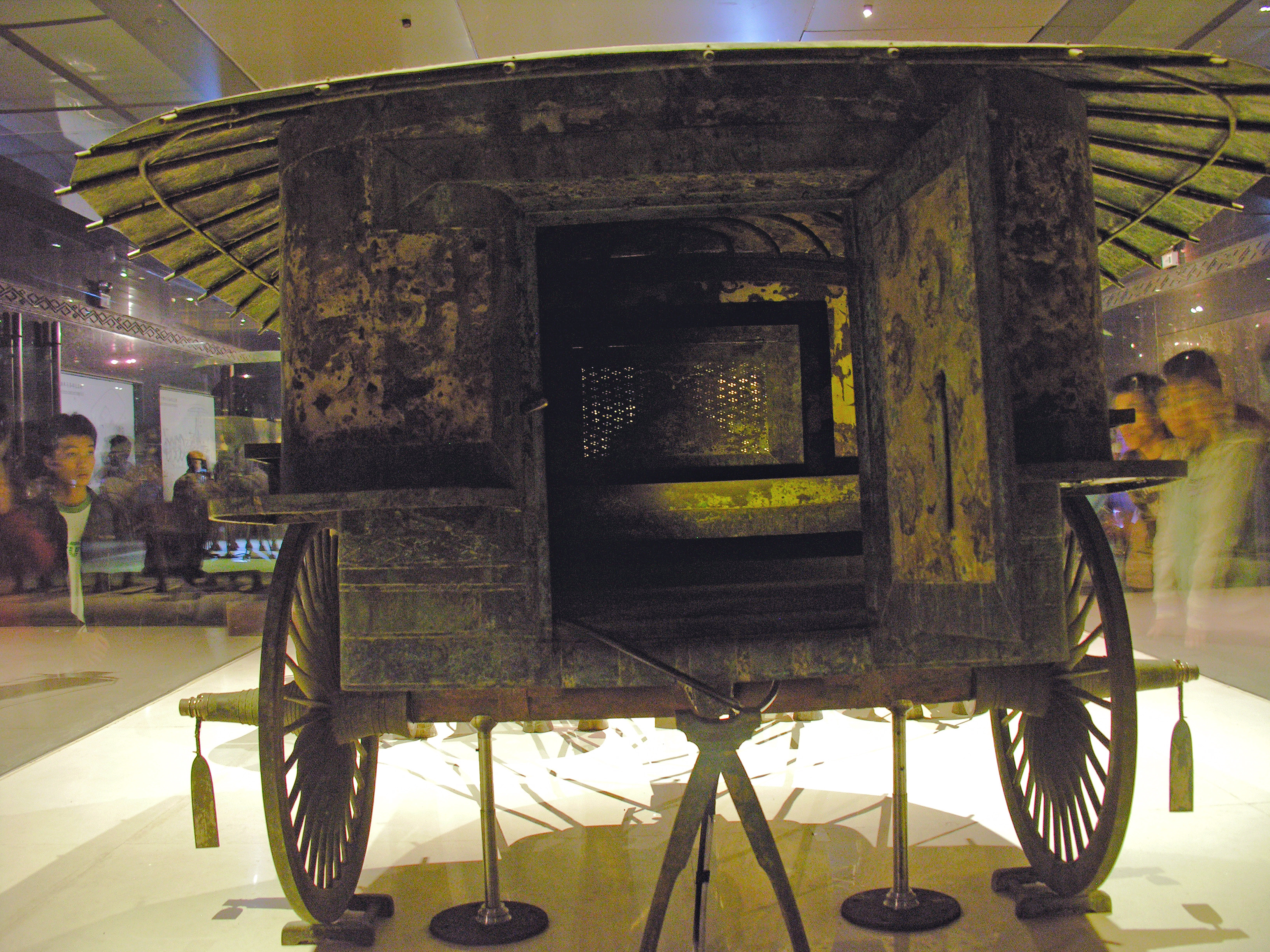
轀輬車車尾
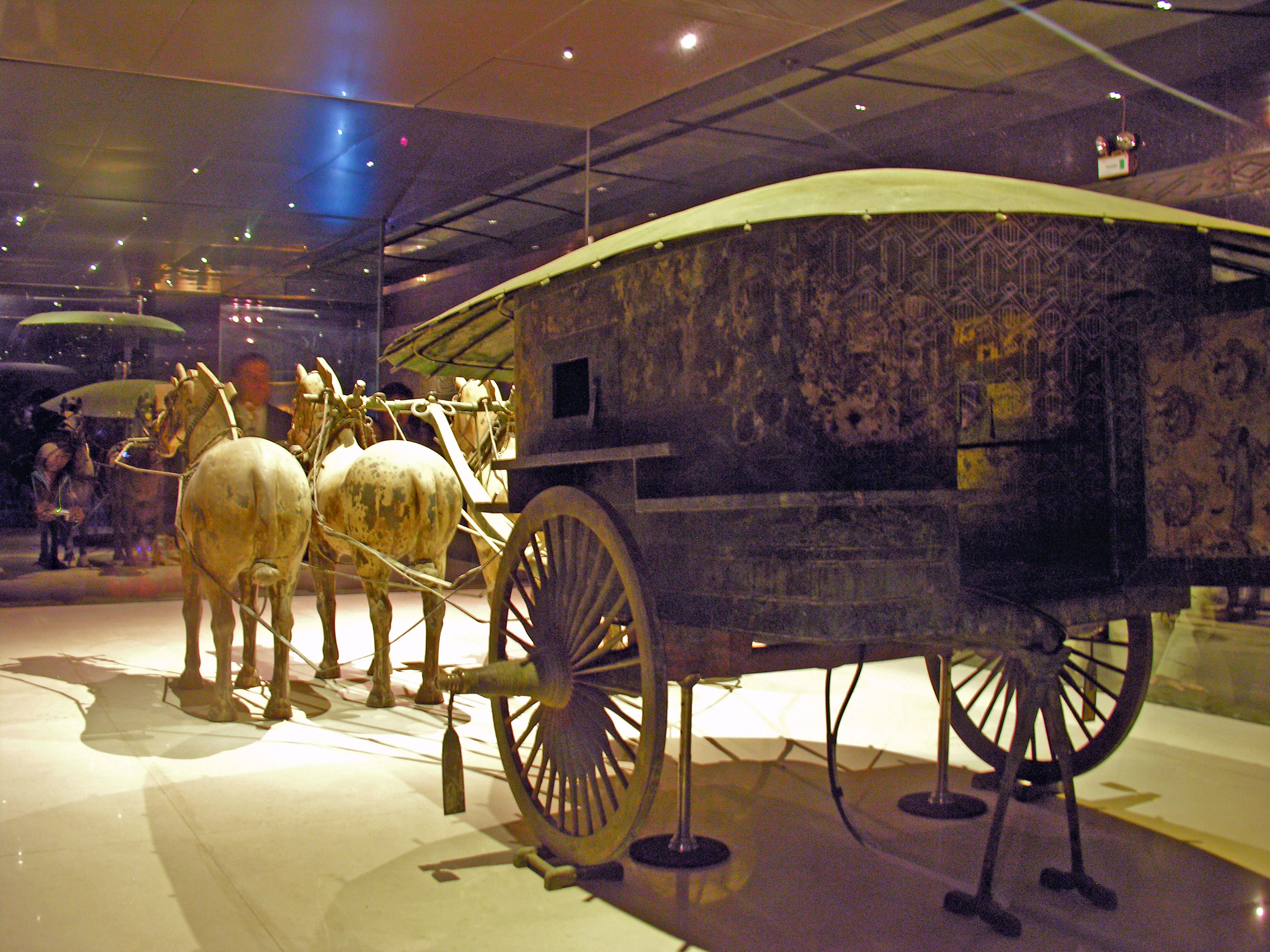
轀輬車左側後方
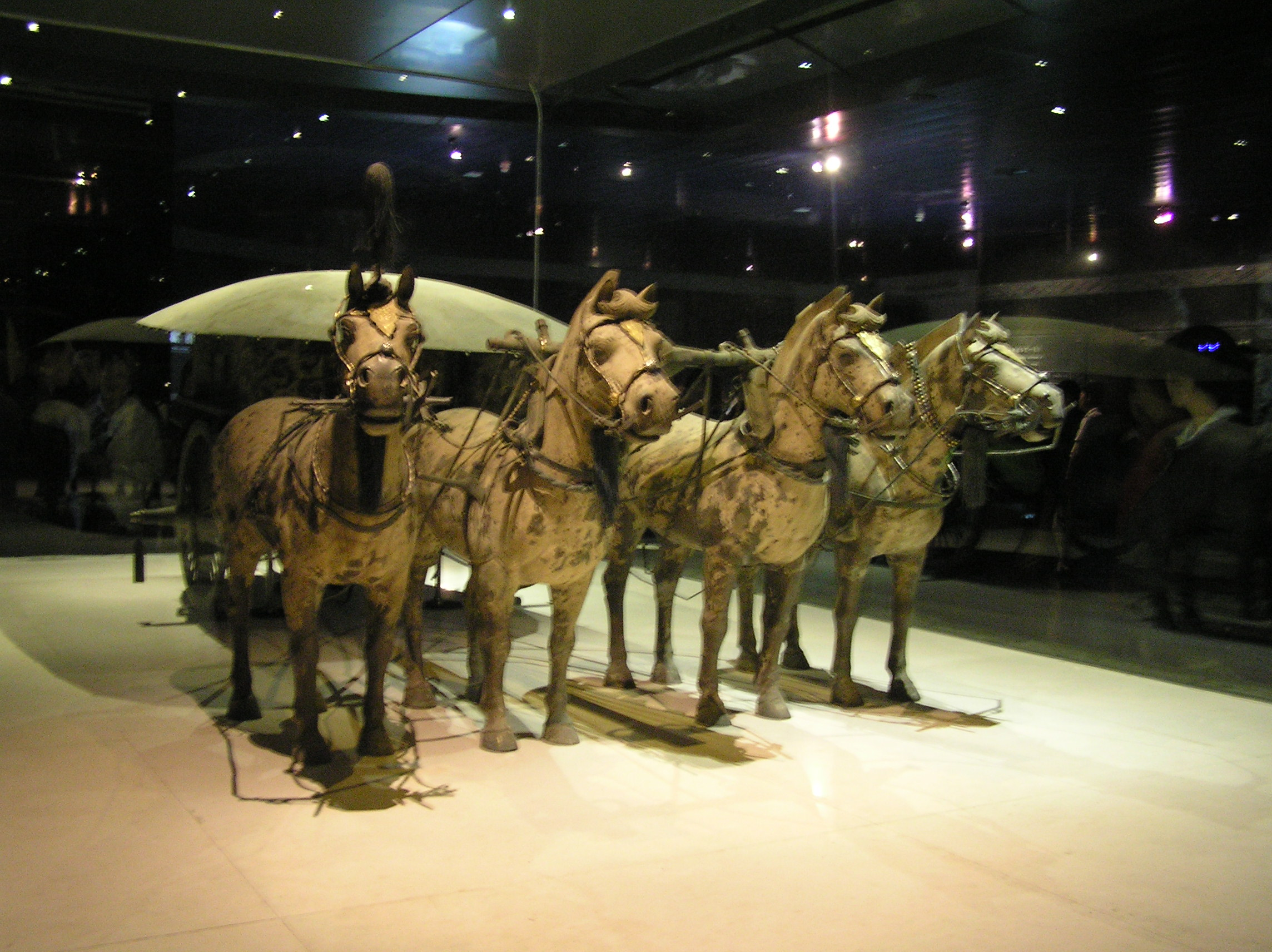
轀輬車正前方與拉車四匹馬

## 流行文化
由現代人拍攝有關秦始皇和楚漢戰爭的電影和電視劇都會有轀輬車出場，例如:
- 秦始皇
- 楚漢傳奇
- 楚漢驕雄